# Robert Hines
Pour l'astronaute, voir Robert Hines (astronaute).
Robert Hines est un boxeur américain né le 28 mars 1961 à Philadelphie, Pennsylvanie.

## Carrière
Passé professionnel en 1981, il devient champion des États-Unis des super-welters en 1987 puis champion du monde IBF de la catégorie le 4 novembre 1988 après sa victoire aux points face à Matthew Hilton. Hines perd sa ceinture dès le combat suivant contre Darrin Van Horn le 5 février 1989 et met un terme à sa carrière en 1990 sur un bilan de 25 victoires, 3 défaites et 1 match nul.